# Wessel Marais
Wessel Marais (né le 28 décembre 1929 et mort le 27 janvier 2013) est un botaniste et explorateur sud-africain.

## Biographie
Il a réalisé des expéditions botaniques, entre 1952 et 1976 en Asie occidentale : Turquie ; sud de l'Afrique : Botswana, Lesotho, Namibie, Afrique du Sud ; île de la Réunion.
Il a commencé sa carrière professionnelle au National Herbarium en 1952, après avoir obtenu son master en botanique à l'université de Pretoria, et après avoir fait des stages au Parc National Kruger, au nord du Transvaal (Afrique du Sud), et en Namibie.
Entre 1953 et 1955, il est directeur de l'Herbarium du musée de sciences naturelles dans le Muséum Albany à Grahamstown, et effectue plusieurs excursions botaniques dans la province occidentale du Cap. En 1957, il quitte le pays pour être officier de liaison avec le jardin botanique royal de Kew jusqu'à 1965.
Après une courte période dans le commerce horticole, il se voit offrir un poste permanent dans l'herbarium (1968), pour finir soigneur de Monocotylédone (sorte de fleur) (1970), jusqu'à sa retraite en 1986.
Pendant qu'il était à Kew il a contribué et co-édité Flore des Mascareignes, en collaboration avec des botanistes du l'institut de recherche de Mauritius Sugar et de l'IRD, et en étudiant ces fleurs en général.